# كولوبنط وسادي
كولوبنط وسادي (الاسم العلمي:Colobanthus pulvinatus) هو نوع من النباتات يتبع جنس الكولوبنط من الفصيلة القرنفلية.